# Демид (река)
Демид — река в России, протекает в Нижнесергинском районе Свердловской области. Устье реки находится в 11 км по правому берегу реки Серги (Михайловский пруд). Длина реки составляет 65 км.

## Притоки
- 3,3 км: Крутобережка
- 26 км: Сикильда
- 35 км: Иволга
- 43 км: Буй

## Данные водного реестра
По данным государственного водного реестра России, Демид относится к Камскому бассейновому округу, речному бассейну Камы, речному подбассейну Белой. Водохозяйственный участок реки — Уфа от Нязепетровского гидроузла до Павловского гидроузла, без реки Ай.
Код объекта в государственном водном реестре — 10010201112111100020759.